# Баумгольдер
Баумгольдер (нім. Baumholder) — сільська громада в Німеччині, розташована в землі Рейнланд-Пфальц. Входить до складу району Біркенфельд. Центр об'єднання громад Баумгольдер .
Площа — 69,47 км2. Населення становить 4329 ос. (станом на 31 грудня 2020).

## Галерея

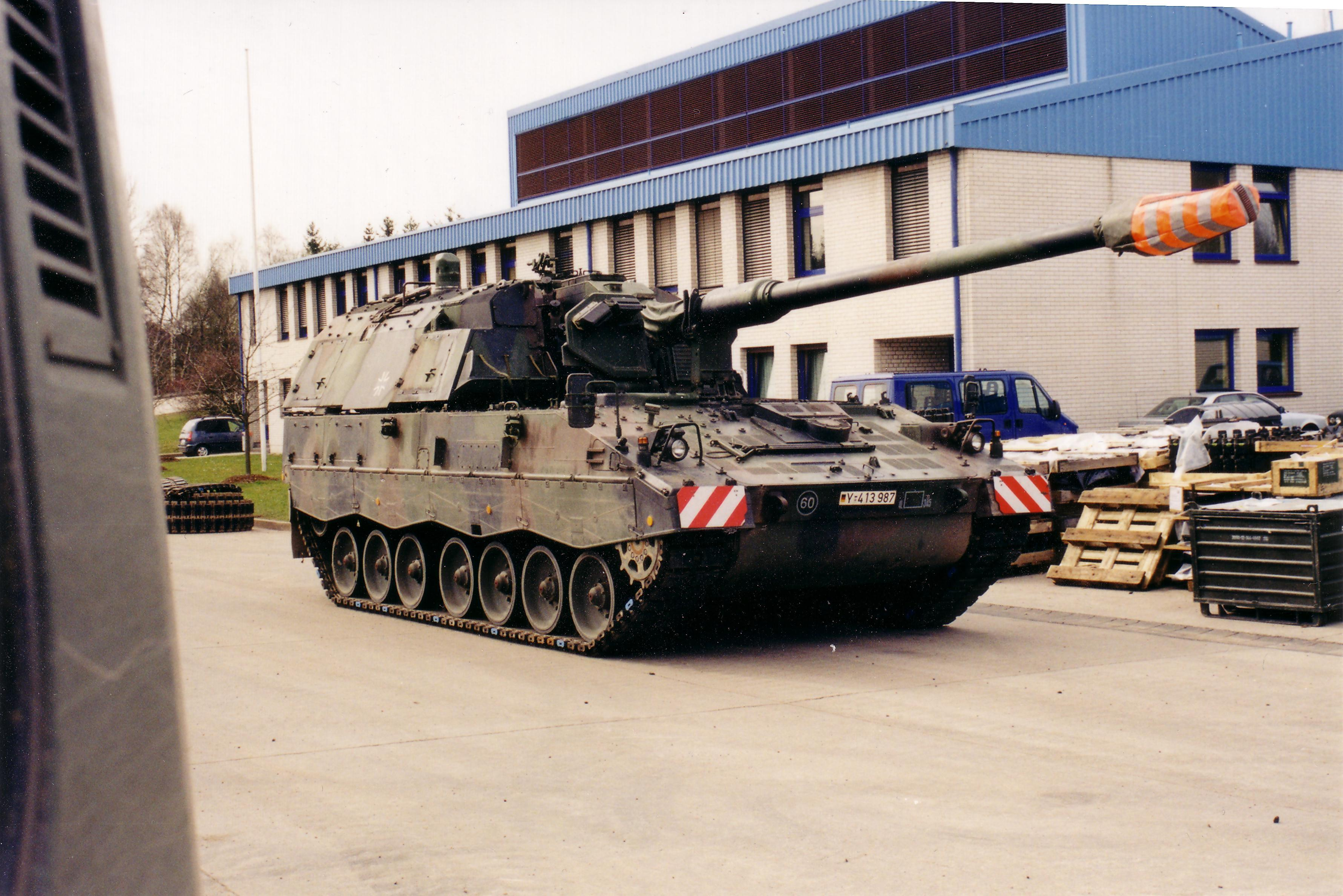
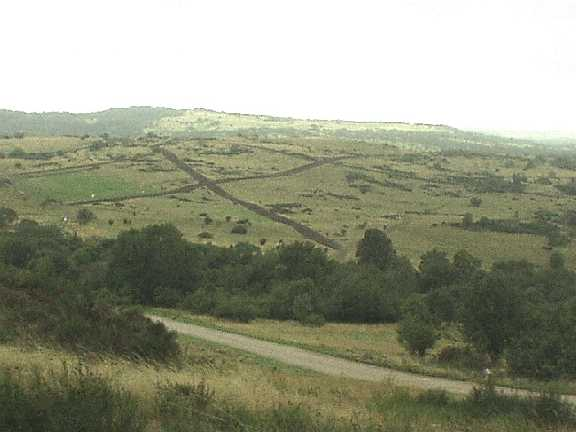